# Aulanota sulcipennis
Aulanota sulcipennis är en skalbaggsart som beskrevs av Moser 1924. Aulanota sulcipennis ingår i släktet Aulanota och familjen Melolonthidae. Inga underarter finns listade.